# (8289) An-Eefje
(8289) An-Eefje (1992 JQ3) – planetoida z pasa głównego asteroid okrążająca Słońce w ciągu 3,25 lat w średniej odległości 2,19 au. Odkryta 3 maja 1992 roku.